# Jack-o'-latern

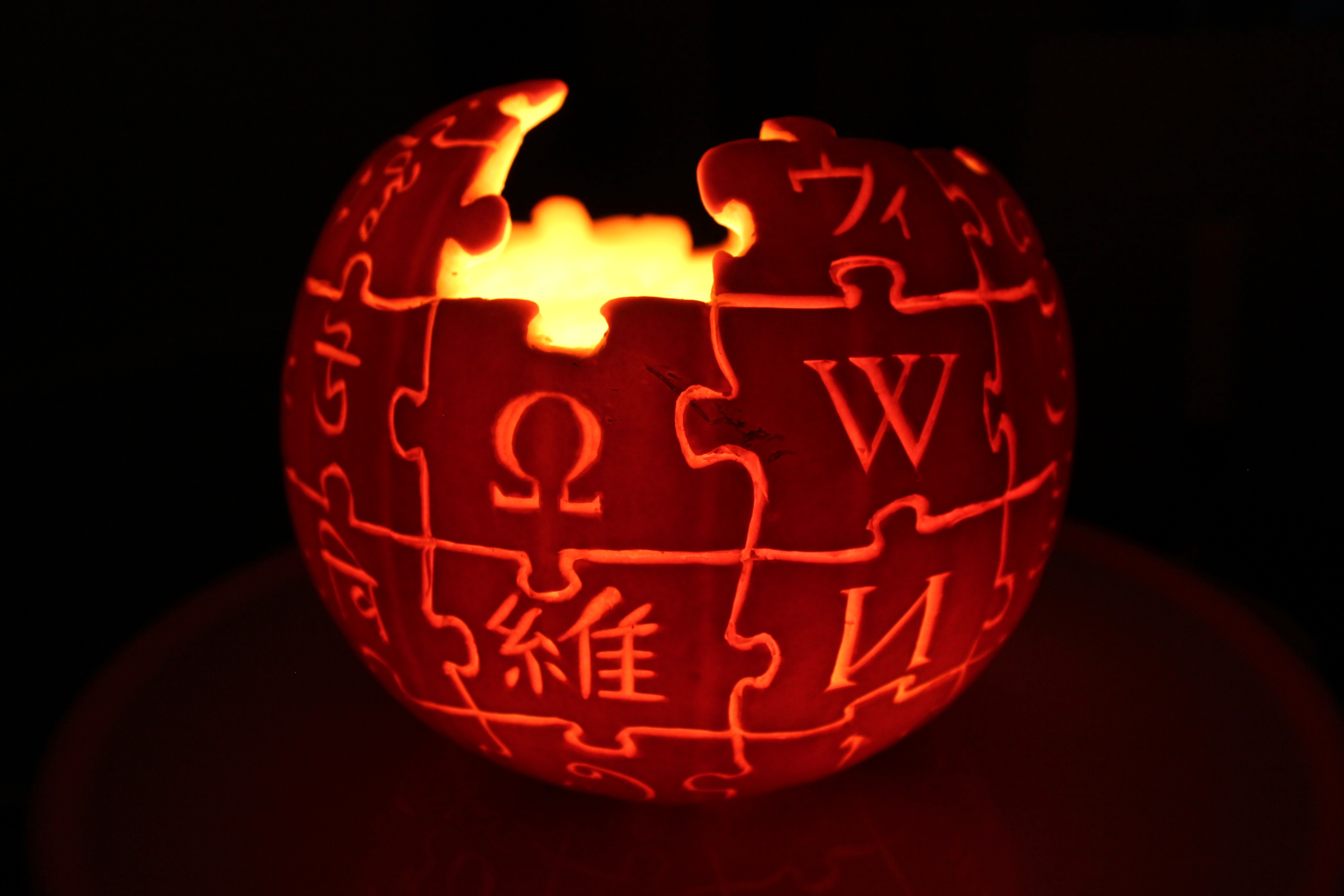
Một chiếc đèn Jack-o'-latern có hình logo của Wikipedia.

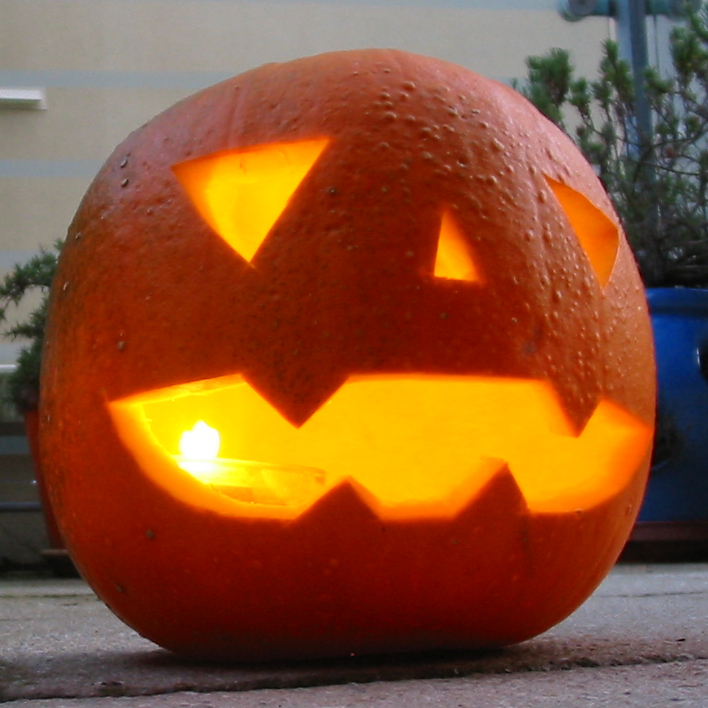
Một chiếc đèn Jack-o'-latern truyền thống, được làm từ một quả bí ngô, được thắp sáng từ bên trong bởi một ngọn nến.

Một chiếc đèn Jack-o'-lantern (hoặc jack o'lantern) là một quả bí ngô được chạm khắc, củ cải hoặc đèn lồng rau củ khác  liên quan đến Halloween. Tên của nó xuất phát từ hiện tượng một ánh sáng nhấp nháy, kỳ lạ trên than bùn hay đầm lầy, được gọi là ma trơi hoặc jack-o'-lantern. Cái tên này cũng gắn liền với truyền thuyết Stingy Jack của Ireland, một người say rượu mặc cả với Satan và cam chịu đi lang thang trên Trái đất chỉ với một quả củ cải rỗng để soi đường.
Đèn Jack-o'-latern được coi là một truyền thống hàng năm vào dịp Halloween xuất phát từ những người nhập cư từ Ireland vào nước Mỹ.
Trong một đèn jack-o'-latern, phần đỉnh của quả bí ngô hoặc củ cải bị cắt ra để tạo thành một cái nắp, tất cả phần bên trong được hất ra, và sau đó trên bề mặt quả, người làm sẽ khắc lên đó 1 hình ảnh- thường là một khuôn mặt đáng sợ, hay một khuôn mặt buồn cười- để lộ bên trong trống rỗng. Để tạo hiệu ứng đèn lồng, một ánh sáng, theo truyền thống, một ngọn lửa như nến hoặc đèn trà, được đặt bên trong trước khi đóng nắp. Tuy nhiên, đèn lồng nhân tạo có đèn điện cũng được bán trên thị trường. Người ta thường thấy những chiếc đèn lồng ở trước cửa và được sử dụng làm đồ trang trí trước và trong ngày lễ Halloween.

## Từ nguyên gốc

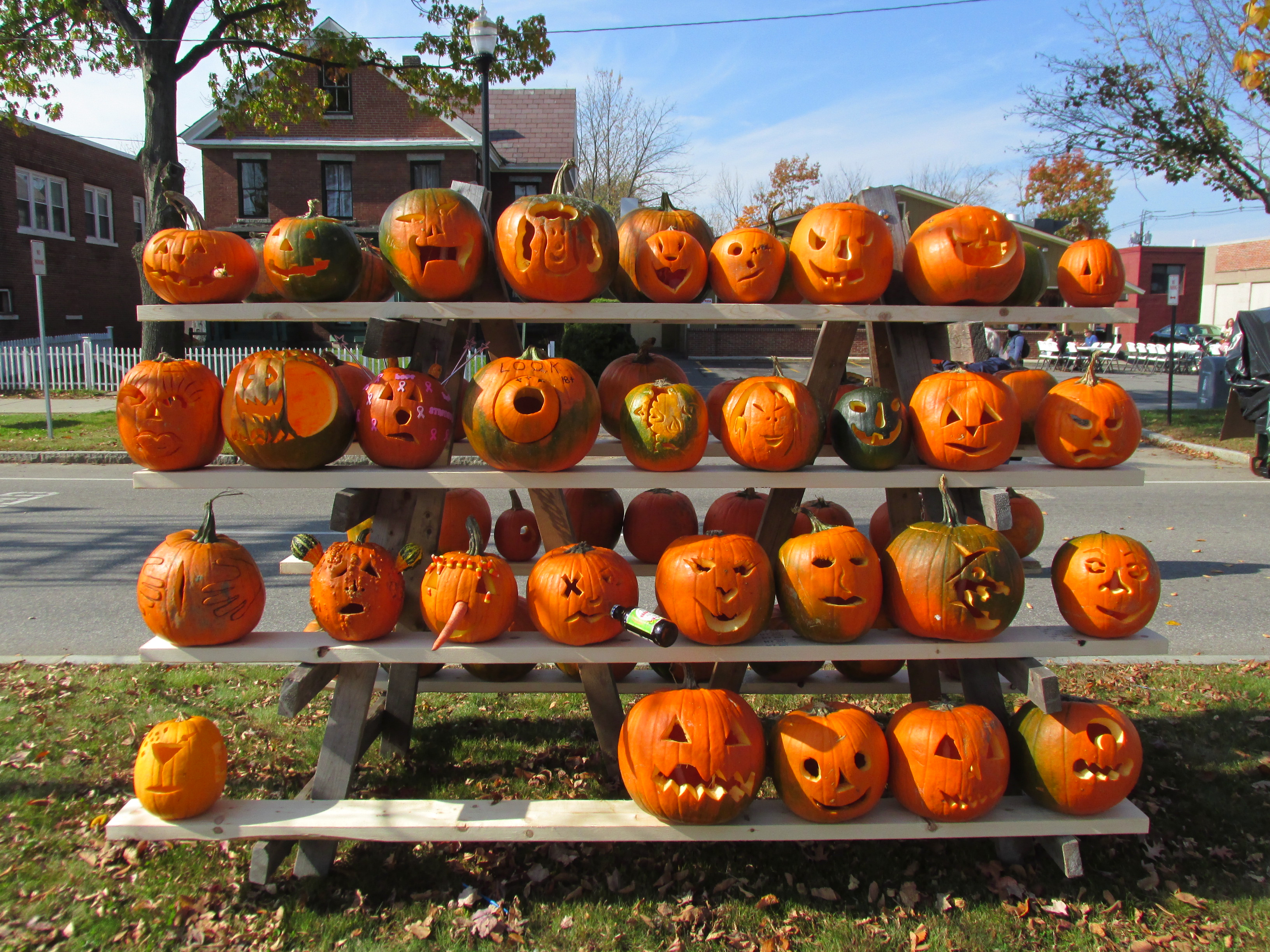
Những quả bí ngô chạm khắc biểu cảm khuôn mặt người khác nhau.

Thuật ngữ jack-o'-Lantern ban đầu được sử dụng để mô tả hiện tượng thị giác ignis fatuus (hay còn gọi là "ngọn lửa dại dột") được biết đến như một loại ma trơi trong văn hóa dân gian Anh. Được sử dụng đặc biệt ở Đông Anh, ngày sử dụng được biết đến sớm nhất là vào những năm 1660. Thuật ngữ "will-o'-the-wisp" (ma trơi) sử dụng "wisp" (một bó gậy hoặc giấy đôi khi được sử dụng như một ngọn đuốc) và tên riêng là "Will": do đó, "Will-of-the-Torch" (tạm dịch: Ý chí của ánh đèn). Thuật ngữ jack o'latern có cùng cấu trúc: "Jack của [chiếc đèn lồng]". 

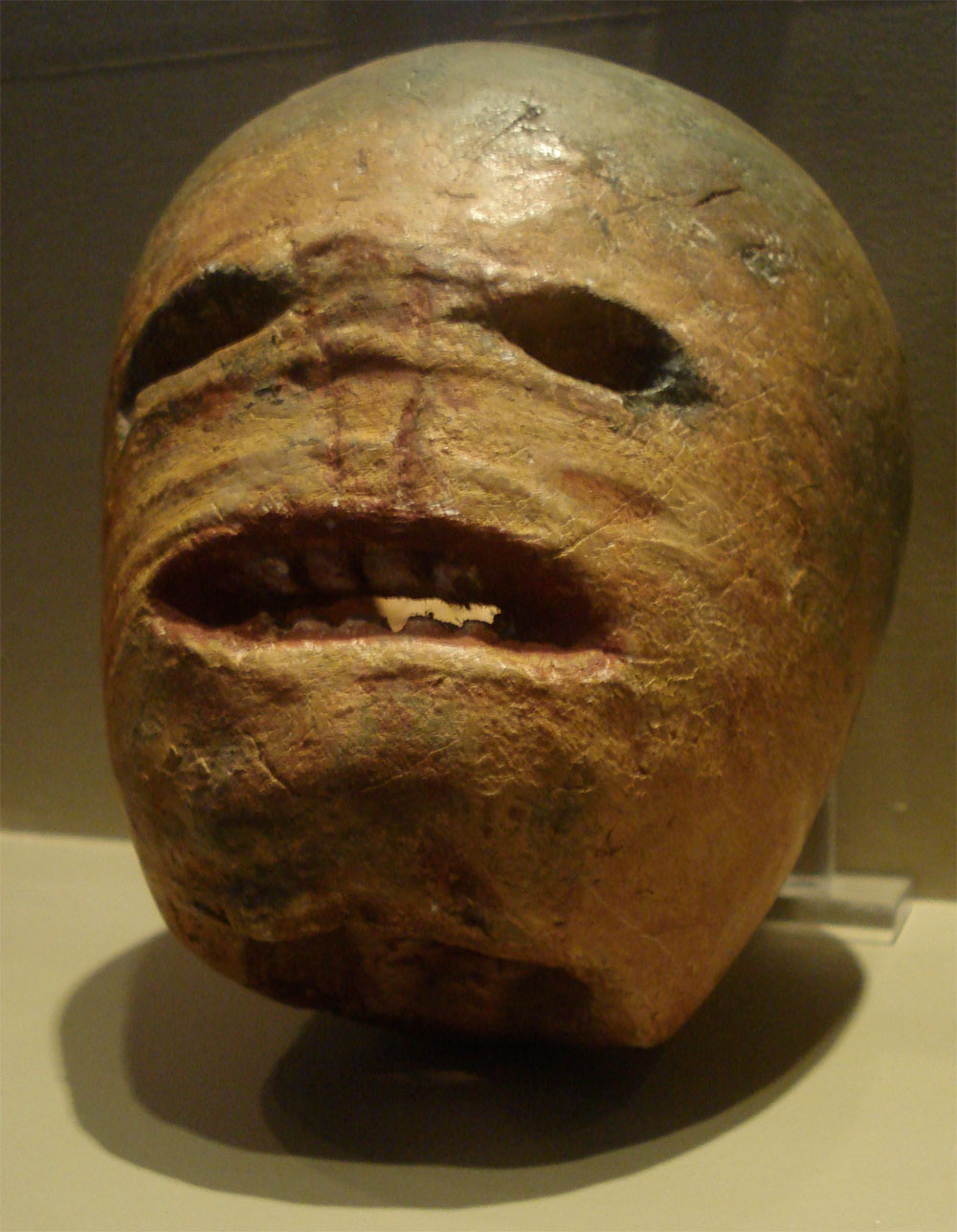
Một chiếc đèn Jack-o-latern truyền thống của người Ireland trong Bảo tàng cuộc sống đồng quê, Ireland.

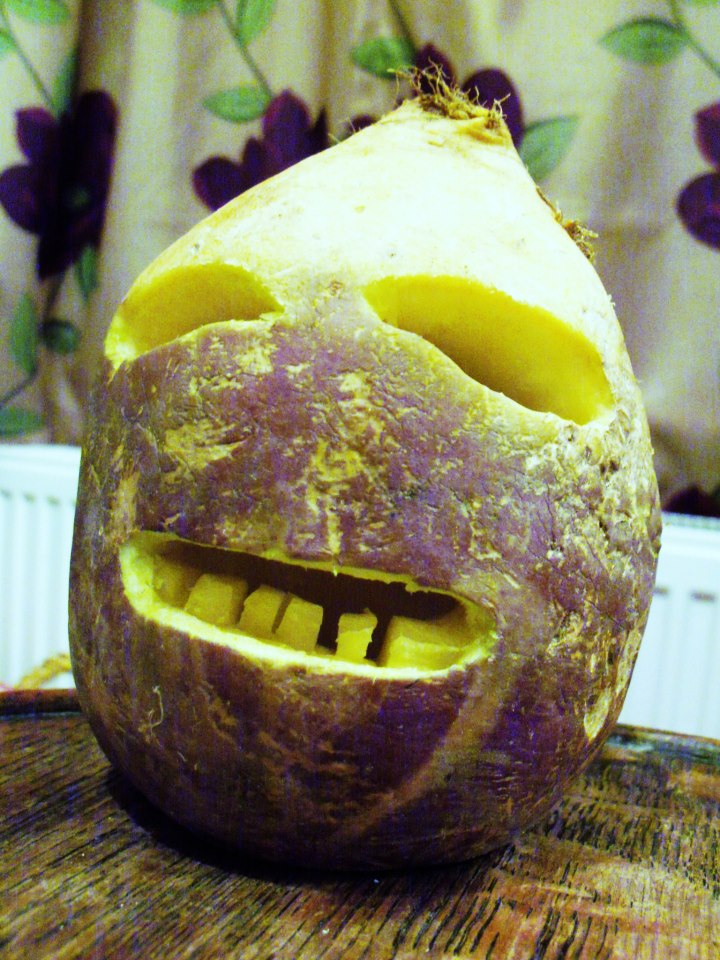
Bản khắc hiện đại của Jack-o'-Lantern được làm từ củ cải bởi một người Cornish.

### Gốc
Việc chạm khắc rau quả đã trở thành một thói quen phổ biến ở nhiều nơi trên thế giới và bầu là một trong những loài thực vật đầu tiên được trồng bởi con người hơn 10.000 năm trước. Chẳng hạn, những quả bầu được người Māori sử dụng để khắc đèn lồng hơn 700 năm trước; từ Māori (dùng cho một quả bầu) cũng có thể dùng để mô tả một chao đèn.
Người ta tin rằng phong tục làm đèn lồng Jack-o'-latern vào dịp Halloween bắt đầu ở Ireland. Vào thế kỷ 19, "củ cải hoặc xoài, được làm rỗng để làm đèn lồng và thường được chạm khắc với khuôn mặt kỳ cục", được sử dụng trong ngày lễ Halloween ở một số vùng của Ireland và Cao nguyên Scotland. Ở những vùng hoang dã Gaelic, Halloween cũng là lễ hội của người Samhain và được xem là thời điểm mà những sinh vật siêu nhiên (Aos Sí) và linh hồn của người chết đi trên trái đất. Đèn lồng Jack-o'-cũng được làm vào thời điểm Halloween ở Somerset trong thế kỷ 19.
Bởi những người tạo ra chúng, những chiếc đèn lồng được cho là đại diện cho linh hồn hoặc sinh vật siêu nhiên, hoặc được sử dụng để xua đuổi tà ma. Ví dụ, đôi khi chúng được những người tham gia Halloween sử dụng để làm mọi người sợ hãi, và đôi khi chúng được đặt trên bệ cửa sổ để ngăn những linh hồn có hại ra khỏi nhà. Người ta cũng cho rằng những chiếc đèn lồng ban đầu đại diện cho các linh hồn Kitô giáo trong luyện ngục, vì Halloween là đêm trước của Ngày lễ các Thánh (1 tháng 11) / Ngày của linh hồn (2 tháng 11).
Vào Halloween năm 1835, Tạp chí Dublin Penny đã xuất bản một câu chuyện dài về truyền thuyết "Jack-o'-the-Lantern". Vào năm 1837, Limerick Chronicle đề cập đến một quán rượu địa phương tổ chức một cuộc thi bầu bí được chạm khắc và trao giải thưởng cho "vương miện  Jack McLogio". Thuật ngữ "McLogio" cũng xuất hiện trong một ấn phẩm năm 1841 của cùng một bài báo.
Ngoài ra còn có bằng chứng cho thấy củ cải đã được sử dụng để khắc thứ gọi là "Đèn lồng Horberdy" ở Worcestershire, Anh, vào cuối thế kỷ 18. Nhà dân gian Jabez Allies nhớ lại : 
 

### Ở Bắc Mỹ
Các tác phẩm chuyển thể từ truyện ngắn " Truyền thuyết về giấc ngủ rỗng " của Washington Irving (1820) thường cho thấy Người kỵ sĩ không đầu đã đặt một quả bí ngô hoặc đèn lồng lên cái đầu bị cắt đứt của mình như 1 vật thay thế. (Trong câu chuyện gốc, một quả bí ngô vỡ vụn được phát hiện bên cạnh chiếc mũ bị bỏ rơi của Ichabod Crane vào buổi sáng sau cuộc chạm trán được cho là của anh với Kỵ sĩ.)
Việc áp dụng thuật ngữ khắc bí ngô bằng tiếng Anh Mỹ lần đầu tiên được nhìn thấy vào năm 1834. Sự kết hợp của đèn lồng bí ngô với Halloween được ghi lại trong ấn bản ngày 1 tháng 11 năm 1866 của Daily News (Kingston, Ontario):

Truyền thống lâu đời - Halloween - không hề bị quên đi bởi những người trẻ. Họ vẫn ra đường, đeo mặt nạ, hóa trang và chiếm cả con đường phố tối qua. Và cũng vẫn có những quả bí ngô trống rỗng bên trong với một khuôn mặt kì lạ được chạm khắc và được thắp sáng bởi 2 ngọn nến nhỏ

James Fentub Cooper đã viết một cuốn tiểu thuyết hải lý có tựa đề The Jack O'logio (le Feu-Follet), Hoặc Người tư nhân (1842). Jack O'logio là tên của con tàu. 
Oh! — Tình yêu hoa quả xưa của tôi! — Những ngày cũ đang gọi mời,

Khi nho vẫn còn tím và hạt dẻ vẫn còn rơi!

Khi những khuôn mặt xấu xí chúng tôi khắc cho nó vẫn còn đó,

Chiếu sáng trong bóng tối cùng với cây nến ở trong!
 Agnes Carr Sage, trong bài báo, "Thể thao và Hải quan Halloween" (Những người trẻ tuổi của Harper (1885):

Đó là một phong tục cổ xưa của người Anh để thắp sáng những ngọn lửa lớn (Lửa xương để dọn sạch trước khi Mùa đông đóng băng trên mặt đất) trên Hallowe'en, và mang theo những chiếc bánh nướng rực lửa trên những chiếc cột dài; nhưng thay vào đó, các chàng trai Mỹ thích thú với những chiếc đèn lồng ngộ nghĩnh ngộ nghĩnh làm từ những quả bí ngô màu vàng khổng lồ với một cây nến bên trong.

Ở Hoa Kỳ, bí ngô chạm khắc lần đầu tiên được nhắc đến để nói về mùa thu hoạch nói chung, rất lâu trước khi nó trở thành một biểu tượng của Halloween.  Vào năm 1895, một bài viết về giải trí Lễ Tạ ơn đã đề xuất một chiếc đèn lồng được thắp sáng như một phần của lễ hội.

### Văn hóa dân gian

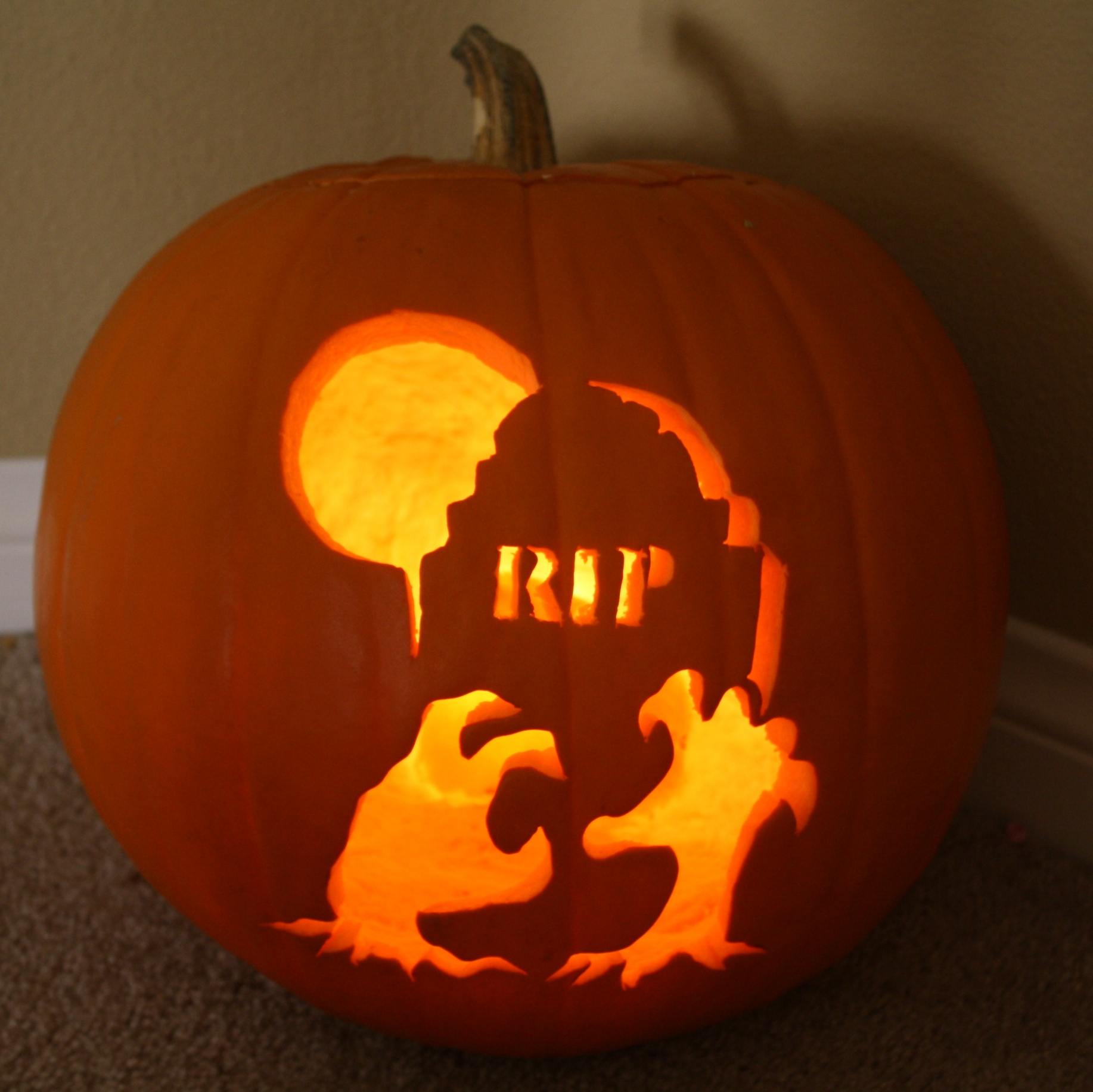
Kiểu đèn Jack-o'-latern để thương mại

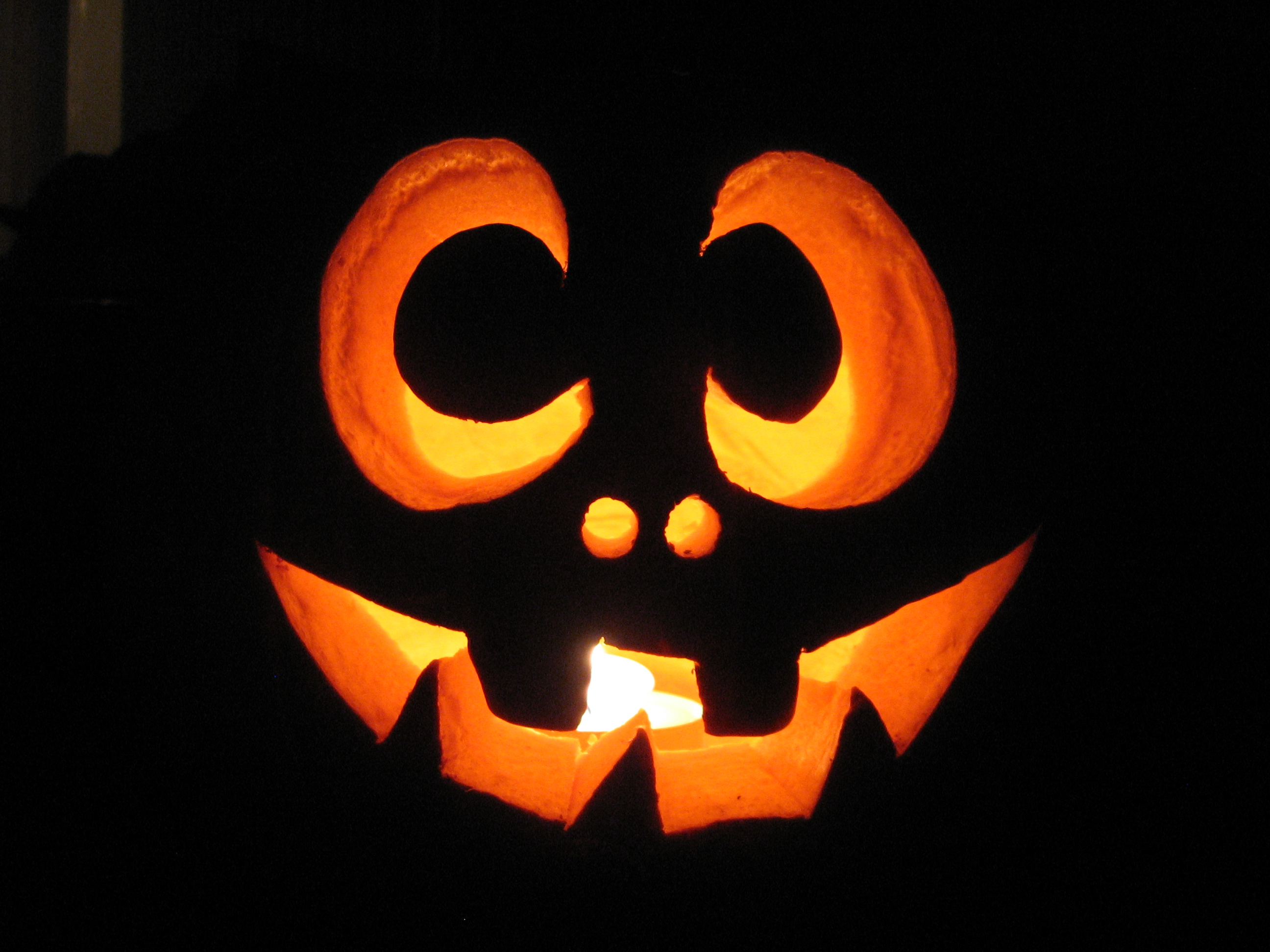
Jack-o'-latern chính gốc trong dịp Halloween.

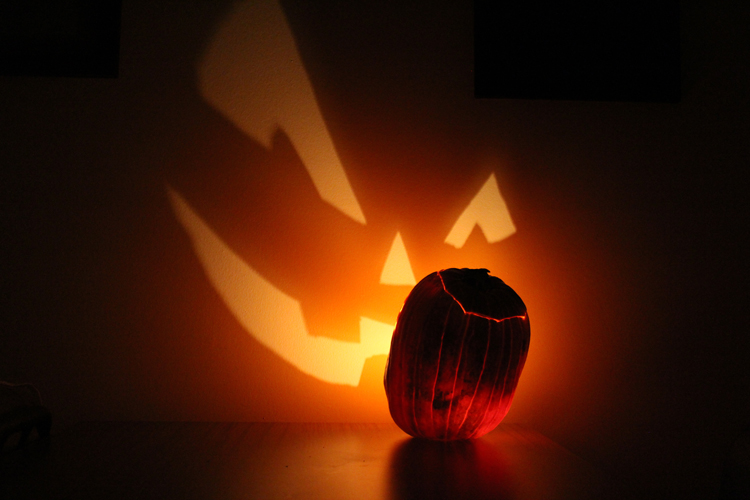
Ánh sáng từ đèn Jack-o'-latern chiếu lên tường.

Câu chuyện về chiếc đèn lồng có nhiều hình thức và tương tự như câu chuyện về Will-o'-the-wisp  được kể lại dưới nhiều hình thức khác nhau trên khắp Tây Âu, bao gồm, Ý, Na Uy, Tây Ban Nha và Thụy Điển. Ở Thụy Sĩ, trẻ em sẽ để lại bát sữa hoặc kem cho những linh hồn trong nhà thần thoại gọi là Jack o 'cái bát. Một câu chuyện dân gian cổ xưa của Ailen từ giữa thế kỷ 18 kể về Stingy Jack, một thợ rèn lười biếng nhưng sắc sảo, người sử dụng cây thánh giá để bẫy Satan. Một câu chuyện kể rằng Jack đã lừa Satan trèo lên một cây táo và một khi anh ta ở đó, Jack nhanh chóng đặt cây thánh giá quanh thân cây hoặc khắc một cây thánh giá vào vỏ cây, để Satan không thể xuống.
Phiên bản khác     câu chuyện nói rằng Jack đã bị truy đuổi bởi một số dân làng mà anh ta đã đánh cắp. Sau đó anh gặp Satan, người tuyên bố đã đến lúc anh phải chết. Tuy nhiên, tên trộm đã ngăn chặn cái chết của anh ta bằng cách cám dỗ Satan có cơ hội đắm đuối những người dân làng đi nhà thờ đuổi theo anh ta. Jack bảo Satan biến thành một đồng tiền mà anh ta sẽ trả cho hàng hóa bị đánh cắp (Satan có thể mang bất kỳ hình dạng nào anh ta muốn); Sau đó, khi đồng xu (Satan) biến mất, dân làng Kitô giáo sẽ chiến đấu vì kẻ đã đánh cắp nó. Ma quỷ đã đồng ý với kế hoạch này. Anh ta biến mình thành một đồng bạc và nhảy vào ví của Jack, chỉ để thấy mình bên cạnh cây thánh giá mà Jack cũng nhặt được trong làng. Jack đã đóng chặt ví tiền, và cây thánh giá đã tước đi sức mạnh của Quỷ dữ; và vì vậy anh ta bị mắc kẹt.
Trong cả hai truyện dân gian, Jack chỉ để Satan đi sau khi anh ta đồng ý không bao giờ lấy linh hồn của mình. Nhiều năm sau, tên trộm đã chết, như mọi sinh vật sống. Tất nhiên, cuộc đời của Jack đã quá tội lỗi khi anh ta lên thiên đàng; tuy nhiên, Satan đã hứa sẽ không lấy linh hồn của anh ta, và vì vậy anh ta cũng bị cấm khỏi địa ngục. Jack bây giờ không còn nơi nào để đi. Anh ta hỏi làm thế nào anh ta sẽ thấy nơi để đi, vì anh ta không có ánh sáng, và Satan chế giễu ném cho anh ta một hòn than đang cháy, để thắp sáng con đường của anh ta. Jack đã tạc ra một trong những củ cải của mình (vốn là thực phẩm yêu thích của anh ta), đặt than bên trong nó và bắt đầu lang thang trên Trái đất để nghỉ ngơi. Anh ta được biết đến với cái tên "Jack of the Lantern", hay jack o'logio.

Nhà nghiên cứu dân gian Cornish Tiến sĩ Thomas Quiller Couch (d. 1884) đã ghi lại việc sử dụng thuật ngữ này trong một vần điệu được sử dụng trong Polperro, Cornwall, kết hợp với Joan the Wad, phiên bản Cornish của Will-o'-the-wisp. Người dân Polperro coi cả hai như pixies. Vần điệu đi: 
Jack o' the lantern! Joan con cóc nhỏ,

Ai đã cù léc cô hầu và làm cô tức

Dẫn ta về nhà nào, hôm nay thời tiết xấu quá.
 Jack-o-đèn lồng cũng là một cách để bảo vệ 1 ngôi nhà của một người trước xác sống. Những người mê tín  sử dụng chúng đặc biệt để xua đuổi ma cà rồng. Họ nghĩ điều này bởi vì người ta nói rằng ánh sáng của jack-o-Lantern là một cách để xác định xem ai là ma cà rồng, người mà một khi danh tính của họ được biết đến, sẽ từ bỏ việc săn lùng bạn.

## Cách làm bí ngô thủ công

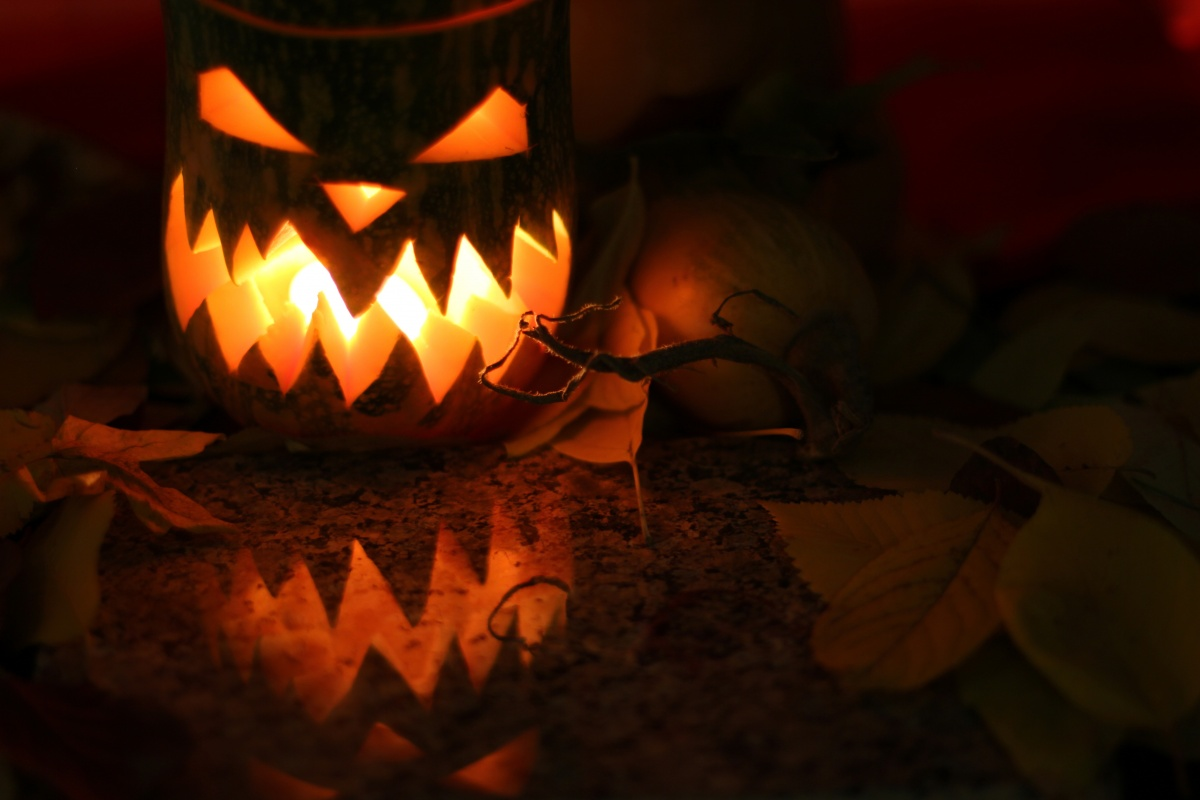
Một chiếc đèn lồng Jack-o'-latern

Các phần của bí ngô hoặc củ cải được cắt ra để tạo lỗ, thường mô tả một khuôn mặt, có thể là vui vẻ, đáng sợ hoặc hài hước. Các hình chạm khắc phức tạp (hoặc tranh vẽ trên bầu) đang trở nên phổ biến hơn như: hình vẽ, logo và biểu tượng. Một loạt các công cụ có thể được sử dụng để khắc và làm rỗng bầu, từ dao và thìa đơn giản đến các dụng cụ chuyên dụng, thường được bán trong các kỳ nghỉ của các cửa hàng tạp hóa Bắc Mỹ. In giấy nến có thể được sử dụng như một hướng dẫn cho các thiết kế ngày càng phức tạp. Sau khi chạm khắc, một nguồn ánh sáng (như nến lửa, nến điện hoặc đèn trà) được đặt bên trong quả bầu, và đỉnh được đặt trở lại vào vị trí. Nguồn thường được chèn để làm sáng thiết kế từ bên trong và thêm một số đo độ ma quái. Đôi khi một ống khói được chạm khắc, quá. Có thể tạo ra các thiết kế nghệ thuật đáng ngạc nhiên, đơn giản hoặc phức tạp trong tự nhiên.
- Chọn ra và khắc bí ngô cho Halloween.

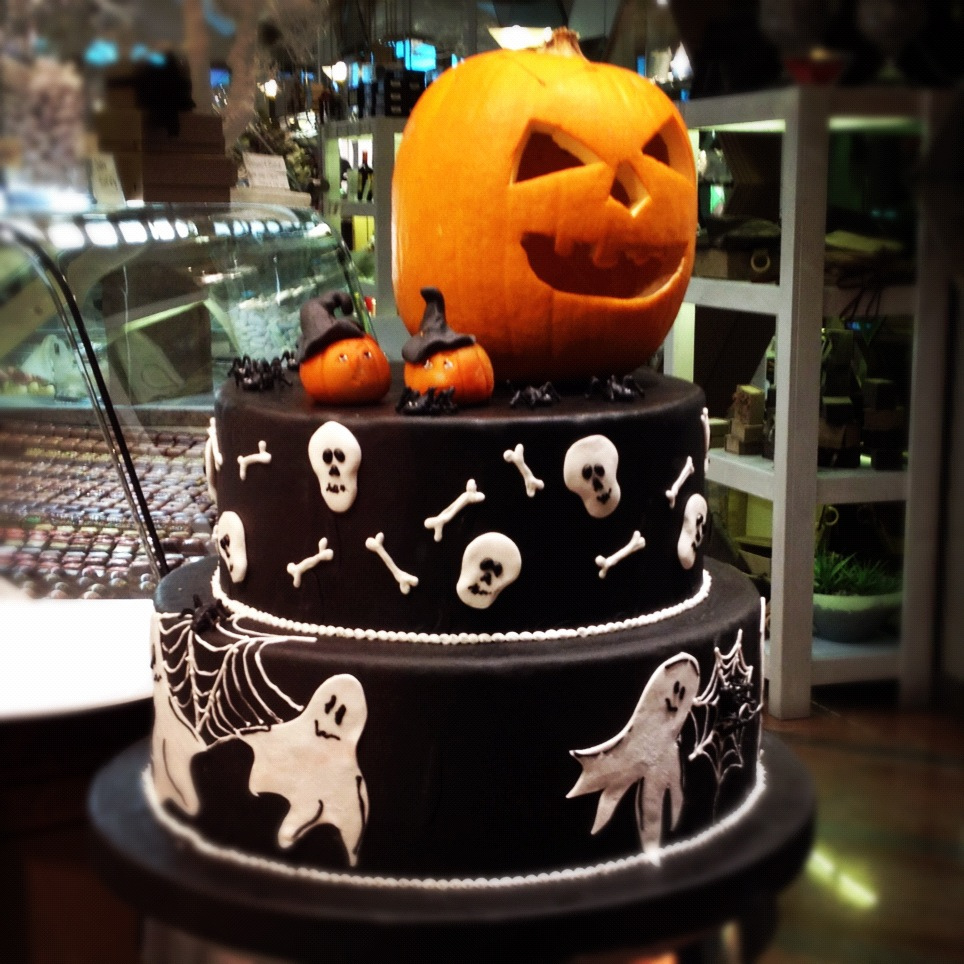
Một chiếc bánh Halloween với bên trên là một chiếc đèn lồng Jack-o'-latern.
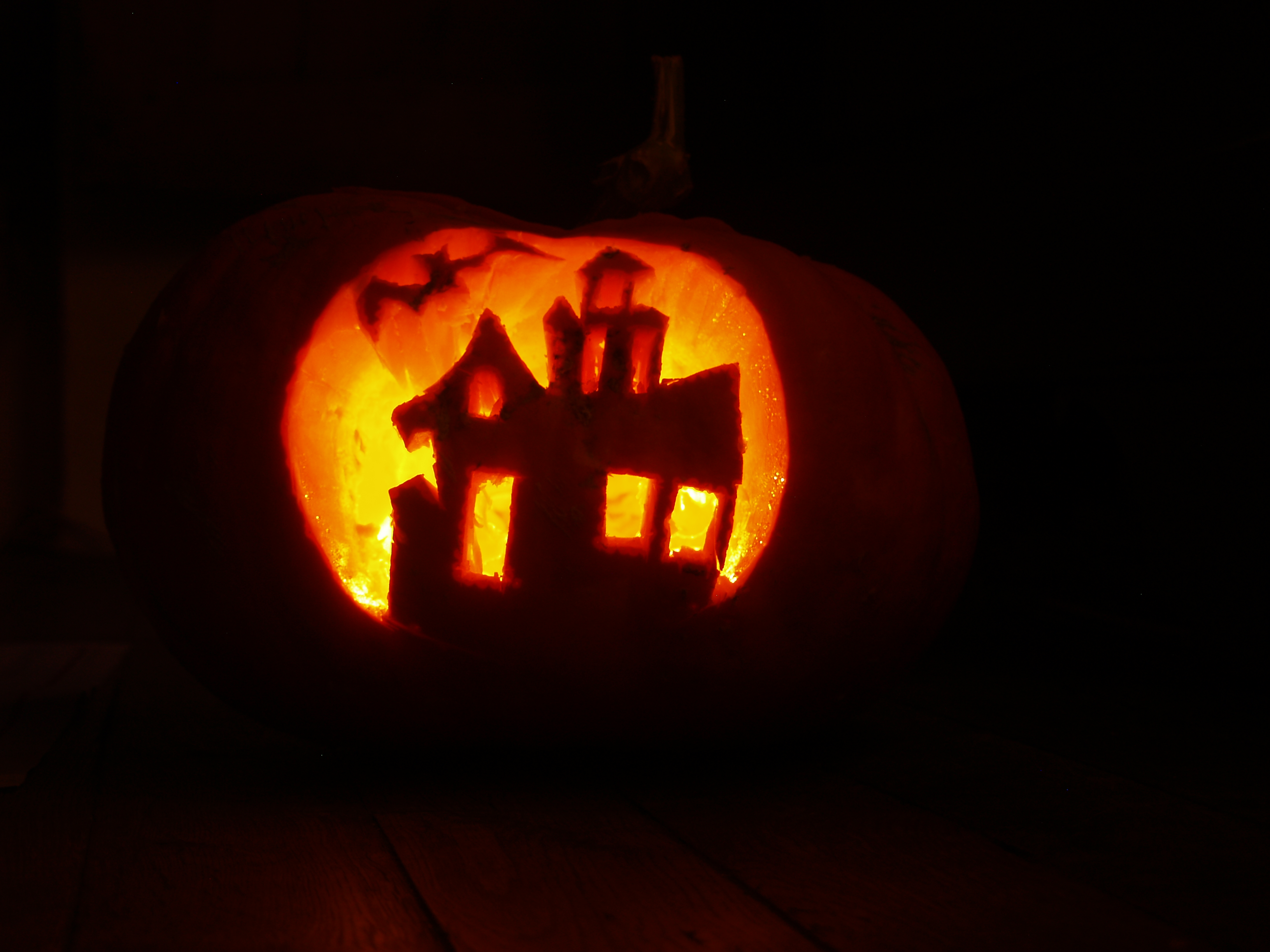
Bí ngô Jack-o'-latern cho Halloween, sử dụng mô hình chạm khắc thương mai.

## Ngoài không gian

Tinh vân "Jack-o'-Lantern" (ngày 30 tháng 10 năm 2019)